# Turridrupa albofasciata
Turridrupa albofasciata é uma espécie de gastrópode do gênero Turridrupa, pertencente a família Turridae.